# Francisco F. Mateu

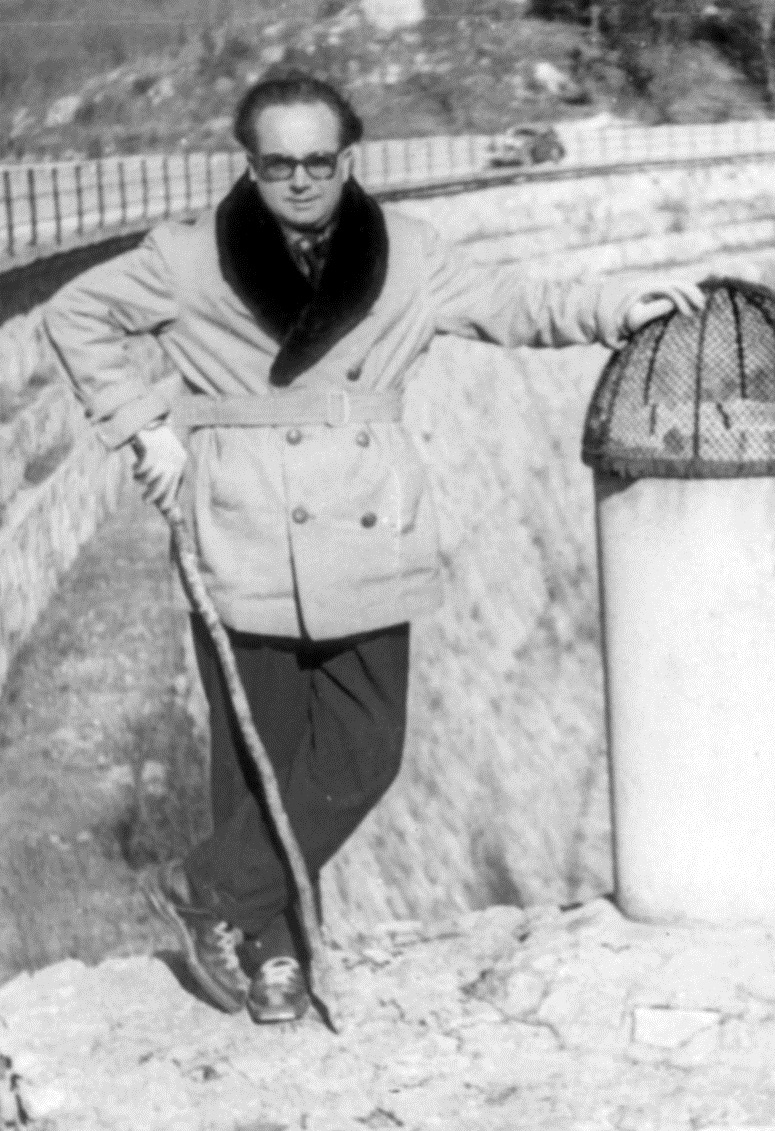
Francisco F. Mateu de excursión por el Valle de Bohí en 1950.

Francisco Fernández Mateu (Masroig, Tarragona, 24 de mayo de 1916 – Barcelona, 25 de febrero de 1992)[cita requerida] más conocido como Francisco F. Mateu, fue el fundador de Editorial Mateu (1944-1973).[cita requerida]
Cursó sus estudios en el seminario de los Salesianos en Campello (Alicante) y, posteriormente, en Gerona. Una vez terminada la Guerra Civil Española en 1939, entró en la Facultad de Filosofía y Letras de la Universidad de Barcelona, donde cursó estudios de lenguas clásicas.[cita requerida]
Ejerció como profesor de latín y filosofía en la escuela de los Escolapios de Sarriá en Barcelona y también en academias privadas. Sin embargo, su afición a la literatura y a la escritura le impulsó a fundar, en 1944, la editorial que llevó su apellido. Editorial Mateu fue famosa especialmente por sus publicaciones juveniles (Colección Cadete) y, en los años sesenta, por su producción de fascículos (Dolça Catalunya).[cita requerida]
Como escritor, trató temas de actualidad y novela y firmó siempre con distintos seudónimos: Javier Fernández, Lionel G. Morris, Antonio Ansuátegui, J.J. Inchausti, Marina Fernández y Boz Elcana.